# Una lágrima no basta
Una lágrima no basta es el título de un álbum de estudio grabado por la banda mexicana de grupera Los Temerarios. El álbum fue lanzado al mercado por la empresa discográfica Fonovisa Records el 25 de junio de 2002. Éste se convirtió en su tercer álbum en alcanzar la primera posición del Top Latin Albums de Billboard.

## Lista de canciones
Todas las canciones fueron escritas por el líder del grupo Adolfo Ángel Alba, quien además se encargó de la producción y dirección general, mientras que la primera voz la aportó su hermano Gustavo Ángel Alba. Cabe mencionar que en este álbum se contó con la última participación de Carlos Abrego Cavazos, en las percusiones y la batería electrónica, pero fue expulsado en el 2001 y Jonathan Amabilis Galicia tomo su lugar vacante en el 2002.
1. Por qué será —  3:54
2. Comer a besos — 3:47 (cumbia)
3. Déjame soñar — 4:45
4. Sé que te amo — 4:06 (cumbia)
5. Te regalo mi tristeza — 3:38
6. Una lágrima no basta — 4:15
7. Que tu vida es — 3:58
8. Olvidar así — 3:59
9. Gitana baila — 4:14 (balada flamenca)
10. No sé vivir sin ti — 3:43
11. Una lágrima no basta (versión salsa) — 3:49
12. Una lágrima no basta (versión balada) — 3:55
13. Una lágrima no basta (versión dance) — 5:02
14. Una lágrima no basta (versión remix) — 3:31

## Créditos
| - Mayra Angélica Alba — coordinación de producción - Óscar Benavides — dirección - Maggie Vera — dirección - Santiago Yturria — dirección - Horacio Marano — programación, mezcla, voz - Gabriel Martínez — Ingeniero de mezcla - Carlos Ceballos — Grabación - Bernie Grundman — masterización | - René Barquet — Mezcla - Carlos Cabral, Jr. — Guitarra - Ramón Estagnado — Guitarra - Robert Flores — Bajo eléctrico - Norma Hernández — Voz - Richard Mochulske — Director artístico, mezcla - Adolfo Pérez Butrón — Fotografía - Eduardo Arias — Maquillaje |

## Posicionamiento
| Listas (2002)                          | Máxima posición |
| -------------------------------------- | --------------- |
| U.S. Billboard 200                     | 79              |
| U.S. Billboard Top Latin Albums        | 1               |
| U.S. Billboard Regional/Mexican Albums | 1               |
| U.S. Billboard Top Independent Albums  | 4               |

### Sucesión y posicionamiento
| Predecesor: Thalía de Thalía                                    | U.S. Billboard Top Latin Albums — Álbum N°. 1 (Primera vuelta) 13 de julio de 2002 - 16 de agosto de 2002     | Sucesor: No me sé rajar de Banda El Recodo de Cruz Lizárraga |
| Predecesor: No me sé rajar de Banda El Recodo de Cruz Lizárraga | U.S. Billboard Top Latin Albums — Álbum N°. 1 (Segunda vuelta) 24 de agosto de 2002 - 6 de septiembre de 2002 | Sucesor: Revolución de amor de Maná                          |

| Predecesor: Libre de Jennifer Peña                              | U.S. Billboard Regional/Mexican Albums — Álbum N°. 1 (Primera vuelta) 13 de julio de 2002 - 16 de agosto de 2002     | Sucesor: No me sé rajar de Banda El Recodo de Cruz Lizárraga |
| Predecesor: No me sé rajar de Banda El Recodo de Cruz Lizárraga | U.S. Billboard Regional/Mexican Albums — Álbum N°. 1 (Segunda vuelta) 24 de agosto de 2002 - 6 de septiembre de 2002 | Sucesor: Perdóname mi amor de Conjunto Primavera             |

## Certificaciones
| País (Organismo certificador) | Certificación    |
| ----------------------------- | ---------------- |
| Estados Unidos (RIAA)         | Oro              |
| Estados Unidos (RIAA)         | Platino (Latino) |
| México (AMPROFON)             | Platino          |